# Аэрофлот Опен
«Аэрофлот Опен» — ежегодный шахматный фестиваль, проходящий в Москве.

## Общие сведения
Турнир проводится с 2002 года. В 2004 году фестиваль попал в Книгу рекордов Гиннесса как самый массовый шахматный турнир в мире.
В 2021 году фестиваль был приостановлен в связи с пандемией COVID-19. С 2024 года ежегодное проведение турнира было возобновлёно.
Постоянный спонсор фестиваля — авиакомпания «Аэрофлот».

## Регламент
Фестиваль состоит из трёх турниров:
- A (для шахматистов, чей рейтинг ≥ 2550 пунктов Эло),
- B (для шахматистов с рейтингом 2300—2549) ,
- C (для шахматистов, чей рейтинг < 2300, или не имеющих рейтинга).

К участию допускаются на равных условиях мужчины и женщины.
Турниры проводится по швейцарской системе в 9 туров с классическим контролем времени.
Победитель турнира А получает право играть на ближайшем турнире в Дортмунде.

## Победители турнира А
| №  | Год проведения | Победители | Очки    | Кол-во Туров |
| -- | -------------- | --- | ------- | ------------ |
| 1  | 2002           | Григорий Кайданов (США) Александр Грищук (Россия) Алексей Александров (Белоруссия) Александр Шабалов (США) Вадим Милов (Швейцария) | 6½      | 9            |
| 2  | 2003           | Виорел Бологан (Молдавия) Алексей Александров (Белоруссия) Алексей Федоров (Белоруссия) Пётр Свидлер (Россия)                      | 7       | 9            |
| 3  | 2004           | Сергей Рублевский (Россия) Рафаэль Ваганян (Армения) Валерий Филиппов (Россия)                                                     | 7       | 9            |
| 4  | 2005           | Эмиль Сутовский (Израиль) Андрей Харлов (Россия) Василий Иванчук (Украина) Александр Мотылёв (Россия) Владимир Акопян (Армения)    | 6½      | 9            |
| 5  | 2006           | Баадур Джобава (Грузия) Виорел Бологан (Молдавия) Кришнан Сашикиран (Индия) Шахрияр Мамедьяров (Азербайджан)                       | 6½      | 9            |
| 6  | 2007           | Евгений Алексеев (Россия) | 7       | 9            |
| 7  | 2008           | Ян Непомнящий (Россия) | 7       | 9            |
| 8  | 2009           | Этьен Бакро (Франция) Александр Моисеенко (Украина)                                                                                | 6½      | 9            |
| 9  | 2010           | Ле Куанг Льем (Вьетнам) | 7       | 9            |
| 10 | 2011           | Ле Куанг Льем (Вьетнам) 2664 Никита Витюгов (Россия) 2709 Евгений Томашевский (Россия) 2695                                        | 6½      | 9            |
| 11 | 2012           | Матеуш Бартель (Польша) 2658 Антон Коробов (Украина) 2660 Павел Эльянов (Украина) 2690                                             | 6½      | 9            |
| 12 | 2013           | Сергей Карякин (Россия) (рапид) Ян Непомнящий (Россия) (блиц)                                                                      | 2-1 15½ | НА 18        |
| 13 | 2015           | Ян Непомнящий (Россия) Даниил Дубов (Россия)                                                                                       | 7       | 9            |
| 14 | 2016           | Евгений Наер (Россия) 2664 Борис Гельфанд (Израиль) 2735                                                                           | 6½      | 9            |
| 15 | 2017           | Владимир Федосеев (Россия) 2658 | 7       | 9            |
| 16 | 2018           | Владислав Ковалёв (Белоруссия) 2641                                                                                                | 7       | 9            |
| 17 | 2019           | Кайдо Кюлаотс (Эстония) 2542 | 7       | 9            |
| 18 | 2020           | Айдын Сулейманлы (Азербайджан) 2474                                                                                                | 6½      | 9            |
| 19 | 2024           | Амин Табатабаи (Иран) 2696 | 7½      | 9            |
| 20 | 2025           | Ян Непомнящий (Россия) 2753 | 7       | 9            |